# Wohn- und Geschäftshaus Neustraße 1

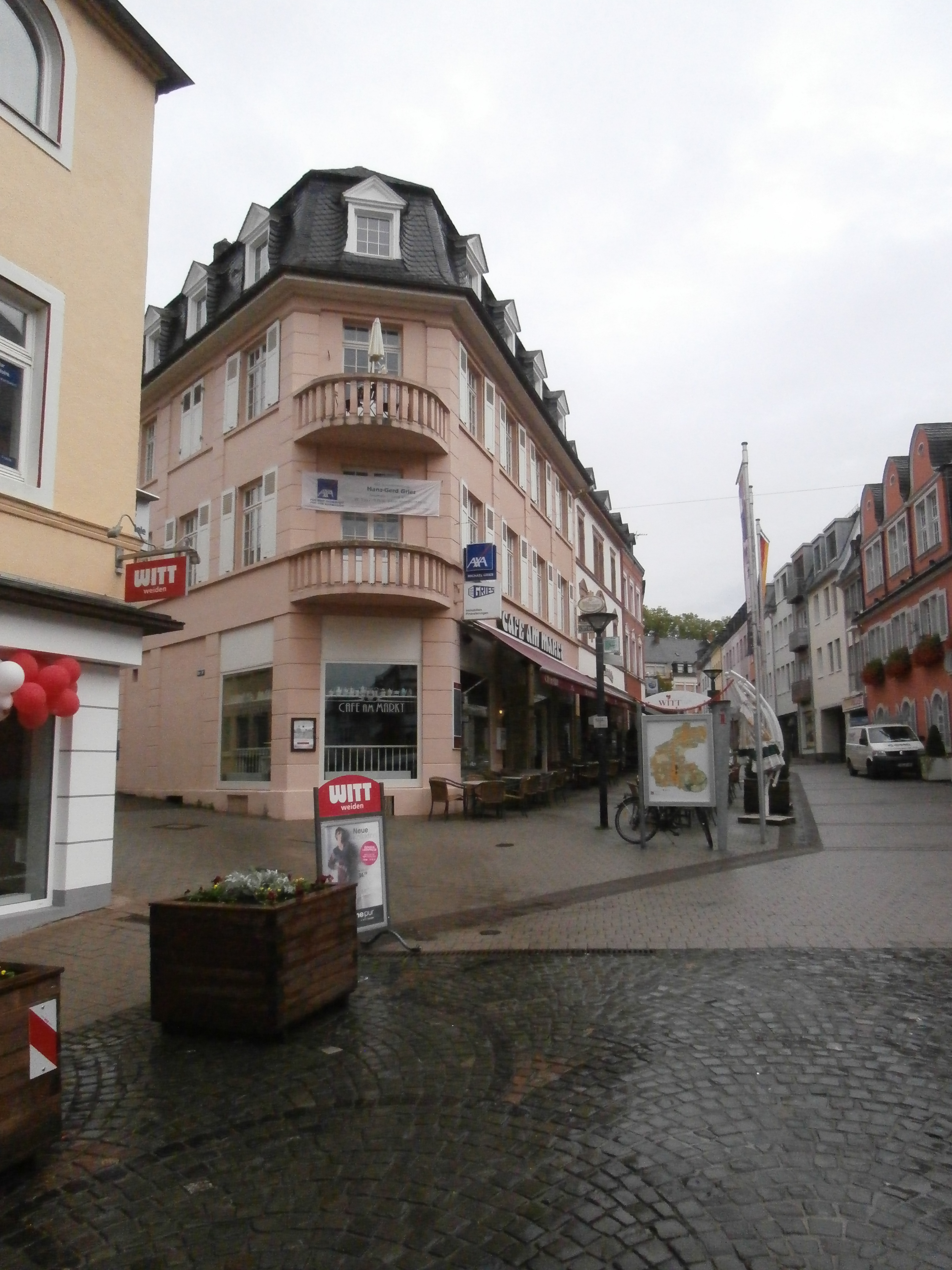
Eckhaus in der Neustraße

Das Wohn- und Geschäftshaus Neustraße 1 ist ein Kulturdenkmal in der rheinland-pfälzischen Kreisstadt Wittlich.
Es wurde von dem Koblenzer Architekten Robert Tauschke geplant und 1912 errichtet. Das gegenüber dem Wittlicher Rathaus am Markt der Stadt stehende Gebäude wurde an der Stelle des Stadthauses von Metternich errichtet.
Das dreigeschossige Eckhaus hat ein Mansarddach und weist barockisierende Bauformen auf. Es ist Teil einer Denkmalzone.
Heute befinden sich in dem Gebäude ein Café, die Filiale einer Versicherung sowie mehrere Wohnungen.